# San Miguel el Alto
San Miguel el Alto là một đô thị thuộc bang Jalisco, México. Năm 2005, dân số của đô thị này là 26971 người.